# Palestijnse Bevrijdingsorganisatie
De Palestijnse Bevrijdingsorganisatie, meer bekend onder de Engelse afkorting PLO (Palestine Liberation Organization; Arabisch: منظمة التحرير الفلسطينية; Munazzamat al-Tahrir al-Filastiniyyah) is een koepelorganisatie van Palestijnen die streven naar een eigen staat. De organisatie werd opgericht in 1964. Men wilde aanvankelijk geheel Palestina terug, waaruit een groot deel van de Palestijns-Arabische bevolking was gevlucht/verdreven/niet terug toegelaten (nog eens in 1967). Na 1988 ging het om een eigen staat in de in 1967 door Israël bezette gebieden. Terwijl het verzet aanvankelijk voornamelijk de vorm had van een gewapende strijd (in de jaren '60 en '70 werden ook terreurdaden gepleegd), ging het later via een politieke dialoog.
De PLO werd in 1994 van de lijst terroristische organisaties van het Amerikaanse State Department gehaald. De Oslo-akkoorden leidden tot erkenning van de PLO door Israël (en de VS) als 'wettige vertegenwoordiger van het Palestijnse volk'. Tegelijk kwam er door deze akkoorden een beperkt Palestijns zelfbestuur in delen van de Westelijke Jordaanoever en de Gazastrook in de vorm van de Palestijnse Autoriteit. Dit orgaan, deels uit dezelfde personen bestaand, is sindsdien veel meer op de voorgrond komen te staan dan de PLO.

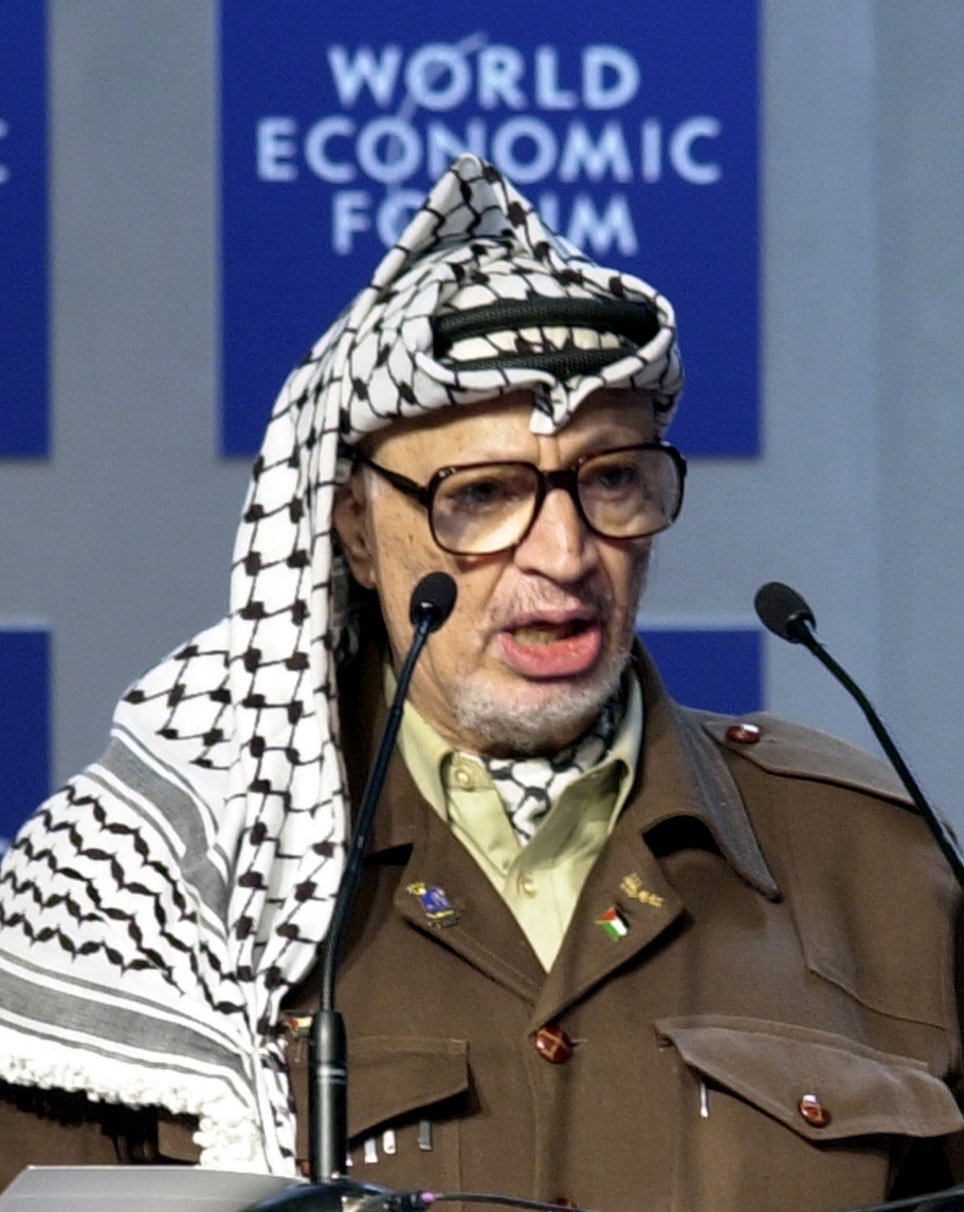
Yasser Arafat

## Doelstelling
Volgens het oorspronkelijke Handvest van 1964 is het doel van de organisatie het "bevrijden" van Palestina en het komen tot een Palestijnse Staat met gelijkberechtiging van alle inwoners hiervan – Joden, moslims en christenen – en met terugkeer naar de grenzen zoals die voor het Britse Mandaatgebied Palestina ten westen van de Jordaan golden (tot het eind van het Brits mandaat mei 1948). 
Hoewel de PLO later parlementair en diplomatiek politiek actief was, zag zij tot 1993 volgens haar Handvest (1964, herziene versie in 1968) gewapende strijd als enige mogelijkheid om die bevrijding te realiseren.
In april 1995 werd een aantal artikelen, die in strijd waren met de Oslo-akkoorden, geheel of gedeeltelijk nietig verklaard.

## Geschiedenis
De PLO werd op 28 mei 1964 opgericht op initiatief van de Egyptische president Gamal Abd-el Nasser om de Palestijnen een stem te geven binnen de panarabistische beweging. In die tijd hoorde de Gazastrook bij Egypte en de Westelijke Jordaanoever bij Jordanië. Zo kreeg het Palestijnse volk voor het eerst sinds de Nakba van 1948 weer politieke vertegenwoordigers en leiders. Tegelijk stutte de organisatie in deze periode Nassers aanspraken als leider van alle Arabieren.
Onder anderen Achmad Schukeiri en Daoud Mikhail (vader van politica Hanan Ashrawi) speelden een hoofdrol in de stichting van de PLO.

##### 1969
Terwijl aanvankelijk Arabische landen zoals Egypte (Nasser) de PLO domineerden, wisten in 1969, twee jaar na de Arabische nederlaag in de Zesdaagse Oorlog, Palestijnse verzetsorganisaties de PLO over te nemen. Fatah met Yasser Arafat als leider was de grootste van deze organisaties. Verder waren er nog het Volksfront voor de Bevrijding van Palestina (het PFLP), en het Democratisch Front voor de Bevrijding van Palestina (het DFLP). Beiden waren marxistisch en pleegden terreurdaden. Ten slotte was er nog het nationalistische PFLP-GC en al-Saiqa (aan Syrië gelieerd).
De communistische partij van Palestina, aan Moskou gelieerd, deed niet mee, omdat zij voor een tweestatenoplossing was: een Palestijnse staat in de in 1967 veroverde Palestijnse gebieden.

##### 1974
De Jom Kipoeroorlog van 1973 had Israël verrast. Met veel hulp van zijn bondgenoten wist Israël het tij te keren en een overwinning te behalen. De Israëlische aura van onoverwinnelijkheid was echter sterk verminderd. Hierdoor veranderde het politieke krachtenveld, ook voor de Palestijnen en hun PLO. Hun eer was gered, openingen waren mogelijk. Daarom was er in de Palestijnse Nationale Raad, het parlement van de PLO, op 19 februari 1974 een meerderheid voor het afschaffen van enkele onderdelen van het programma van 1968. Men ging vanaf nu voor een tweestatenoplossing met een Palestijnse staat, die gevestigd moest worden in de Palestijnse gebieden die in 1967 door Israël veroverd waren.
Op deze koerswijziging volgde op 14 oktober 1974 Resolutie 3210 van de Algemene Vergadering van de Verenigde Naties, waarin deze de PLO erkende als de enige wettige vertegenwoordiger van het Palestijnse volk. In november van dat jaar herbevestigde de Algemene Vergadering haar resolutie van 1970 (o.a. recht op zelfbeschikking van het Palestijnse volk) en kreeg de PLO een waarnemersstatus binnen de VN. Het is in deze periode dat Yasser Arafat zijn bekende redevoering hield voor de Algemene Vergadering van de VN: "In mijn ene hand heb ik de olijftak van de vrede, in mijn andere hand het pistool van de vrijheidsstrijder. Maak dat ik de olijftak niet uit mijn handen moet laten vallen."
Ook de Arabische Liga bevestigde – op 28 oktober 1974 – dat de PLO de enige wettige vertegenwoordiger van het Palestijnse volk is "in elk deel van het grondgebied van Palestina dat is bevrijd."
Tijdens de Jom Kipoeroorlog hadden een aantal olieproducerende Arabische staten een olie-embargo ingesteld tegen een aantal Europese staten, waaronder Nederland. Dit maakte dat men daar "gevoeliger" werd voor Arabische pijnpunten, waaronder de zaak Palestina.

##### Sadat, Begin en Carter

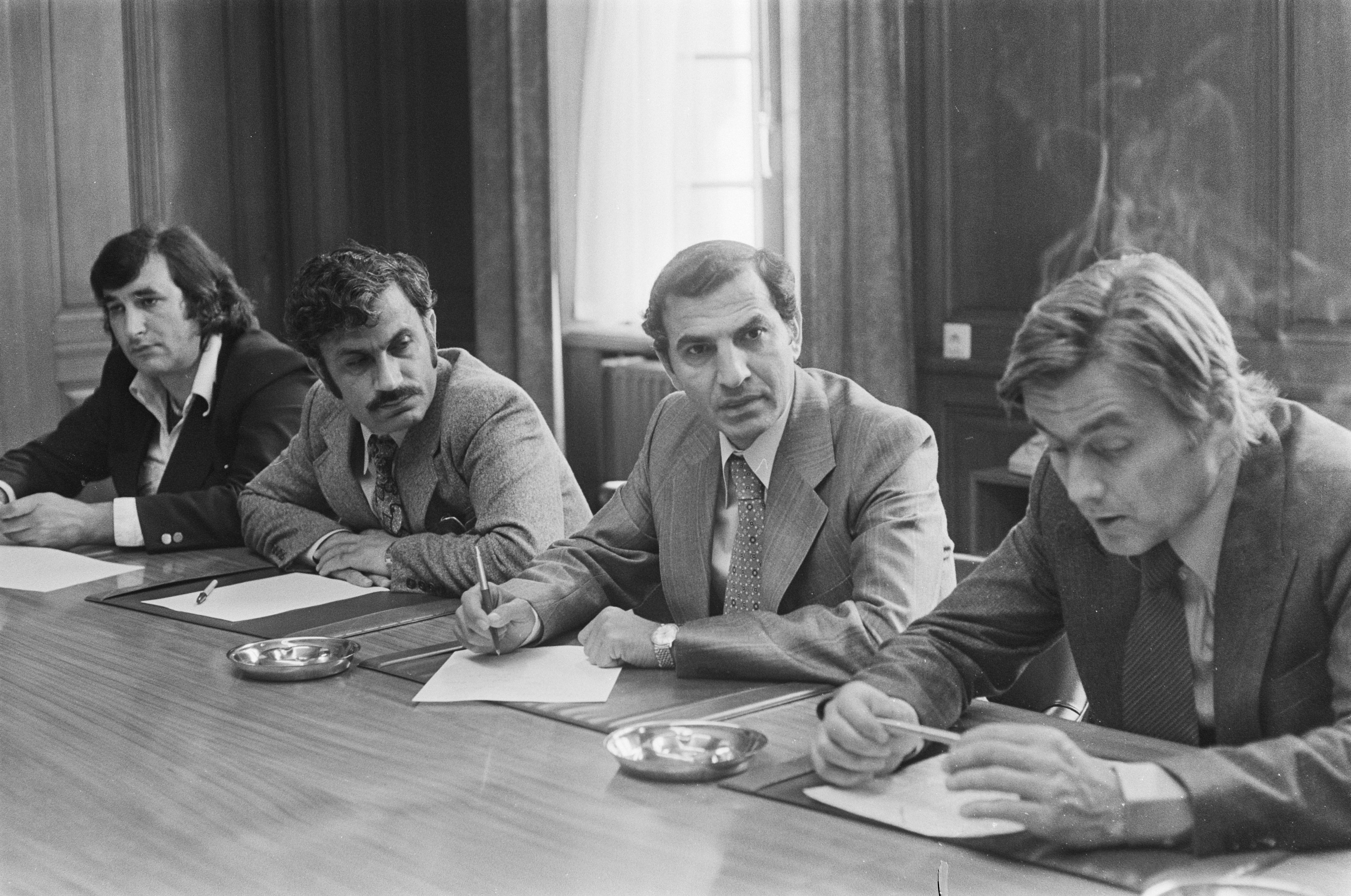
De vaste Tweede Kamercommissie voor Buitenlandse Zaken spreekt met vertegenwoordigers van de PLO: Naïm Khader (PLO-Brussel) geflankeerd door Harry van den Bergh (links) en Piet Dankert (rechts) (8 september 1977).

De beroemde geste van Egyptische president Anwar Sadat, die in 1977 afreisde naar Israël, de hand van premier Menachem Begin schudde en zijn beroemde redevoering hield in de Knesset, waarin hij vrede in het vooruitzicht stelde, leidde tot de Camp Davidakkoorden. Dit was een met hulp van president Carter (VS) gesloten bilateraal akkoord, waarin Egypte en Israël vrede met elkaar sloten. Israël gaf daarbij de rest van de veroverde Sinaï terug aan Egypte. Met de Palestijnen zou worden onderhandeld over een vorm van autonomie.
Door deze Pax Americana werd Egypte losgemaakt uit de Arabische eenheid en werden de VN en Europa omzeild. Met betrekking tot de Palestijnen (PLO) was het parool "over u, zonder u". De PLO schoot er dan ook niets mee op.
De EEG erkende niet lang daarna (Verklaring van Venetië, 13 juni 1980) de "legitieme rechten van het Palestijnse volk", waar men rekening mee moest houden bij het zoeken naar vrede met de Palestijnen en hun PLO. De bouw van illegale Israëlische nederzettingen werd beschouwd "als een ernstig obstakel op de weg naar de vrede".

##### 1982
De Libanonoorlog van 1982 was een grote en diepe invasie van het Israëlische defensieleger (IDF) in Libanon. Deze actie was bedoeld om de PLO, die na de verdrijving uit Jordanië in 1970 haar hoofdkwartier in Beiroet had opgeslagen, uit te schakelen, hetgeen lukte. In het kader van een staakt-het-vuren moesten de leiders (Arafat) en zo'n 8000 strijders Libanon verlaten. Tunis werd hun volgende verbanningsoord. De Palestijnse vluchtelingen/verdrevenen in Libanon bleven kwetsbaar achter. Het bloedbad op 16 september 1982 in Sabra en Shatila was een van de gevolgen. Extremistische christelijke milities uit Libanon, gewapend met bijlen, messen en geweren vielen de Palestijnse vluchtelingenkampen Sabra en Shatila binnen en richtten daar een slachting aan. Ze kregen rugdekking van het Israëlische leger, dat ook in Libanon aanwezig was. De IDF controleerde de vluchtwegen en verlichtte met vuurpijlen het vluchtelingenkamp, zodat de milities ook ‘s nachts met hun slachtpartij konden doorgaan. De slachtpartij, die drie dagen zou duren, kostte aan velen het leven. De schattingen lopen uiteen van 1000 tot 3500 slachtoffers. Het Israëlische leger was ooggetuige van het bloedbad, maar keek bewust de andere kant op.
Op 1 oktober 1985, in Operatie Houten Been (Wooden Leg), bombardeerden F-15's van de Israëlische luchtmacht het PLO-hoofdkwartier in Hammam Chott bij Tunis. Meer dan 60 mensen werden gedood. Dit was een represaille voor het gijzelen en doodschieten van drie Israëlische toeristen op een jacht bij Cyprus enkele dagen eerder door Force 17 een elite-eenheid van de PLO. Volgens de PLO waren de toeristen Mossad-agenten en was het een represaille voor een gijzeling - ook op zee - en ontvoering naar Israël - twee weken daarvoor - van Faisal Abu Sharah, een commandant van Force 17.

##### Intifada
De in 1987 begonnen Intifada was een verrassing voor alle partijen. Voor het gewone volk was de situatie uitzichtloos wat te maken had met de "eeuwige" dagelijkse repressie door de Israëlische bezetter, de vermenigvuldiging van Joodse nederzettingen en wegen, en politici die faalden in het bereiken van een oplossing. Er kwamen demonstraties, die uitliepen op een volksopstand, bedoeld om de bezetting "af te schudden" (Arabisch: intifadah). Deze intifada was een basisbeweging van gewone mannen, vrouwen en groepen, die probeerden -door niet meer mee te doen- de bezetting te beëindigen en tegelijk zelf een samenleving te vormen. Er waren volkscomités en er kwam een Verenigd Nationaal Leiderschap dat contact had met "Tunis". Maar ook ontstonden er islamitische verzetsgroepen: Islamitische Jihad en Hamas. De eerste Intifada zou tot 1993 duren. Door de harde Israëlische repressie en het arresteren van de leiders ging allengs haar momentum verloren.

##### De Staat Palestina uitgeroepen
Deze blijk van nationaal Palestijns zelfbewustzijn was voor koning Hoessein van Jordanië reden om op 31 juli 1988 formeel afstand te doen van de Westelijke Jordaanoever. De PLO op haar beurt riep hier op 15 november 1988 eenzijdig de Staat Palestina uit met Yasser Arafat als president. De proclamatie werd onmiddellijk erkend door de Verenigde Naties en volgend op Resolutie 43/177 mocht de PLO een maand later binnen de VN de titel "Palestine" gaan voeren in plaats van "Palestine Liberation Organization".

##### 1990
Tijdens de Tweede Golfoorlog verklaarde de PLO zich solidair met Irak, terwijl van alle Arabische staten alleen Jordanië uit pragmatische redenen enigszins pro-Irak was. Na de Golfoorlog zorgde de steun van de PLO aan Saddam Hoessein ervoor dat de organisatie zowel politiek als financieel geïsoleerd raakte. Koeweit en Saoedi-Arabië zetten hun financiële steun stop en Palestijnse werknemers werden uitgezet. Als vergelding voor de steun van de Palestijnse leiding aan de Iraakse bezetting, zette Koeweit ongeveer 400.000 Palestijnen het land uit. De PLO kwam in financiële nood.

##### Madrid
Na afloop van deze Golfoorlog werd op 31 oktober 1991 de Conferentie van Madrid belegd. De VS wilden – na het winnen van de Golfoorlog – hiermee een definitieve regeling tussen de Arabische staten en Israël bereiken. Ook nu ging het weer buiten Europa en de VN om. Alleen Palestijnse leiders, die partijloos waren en niet uit Oost-Jeruzalem kwamen, mochten aanschuiven bij de Jordaanse delegatie.

##### Oslo-akkoorden

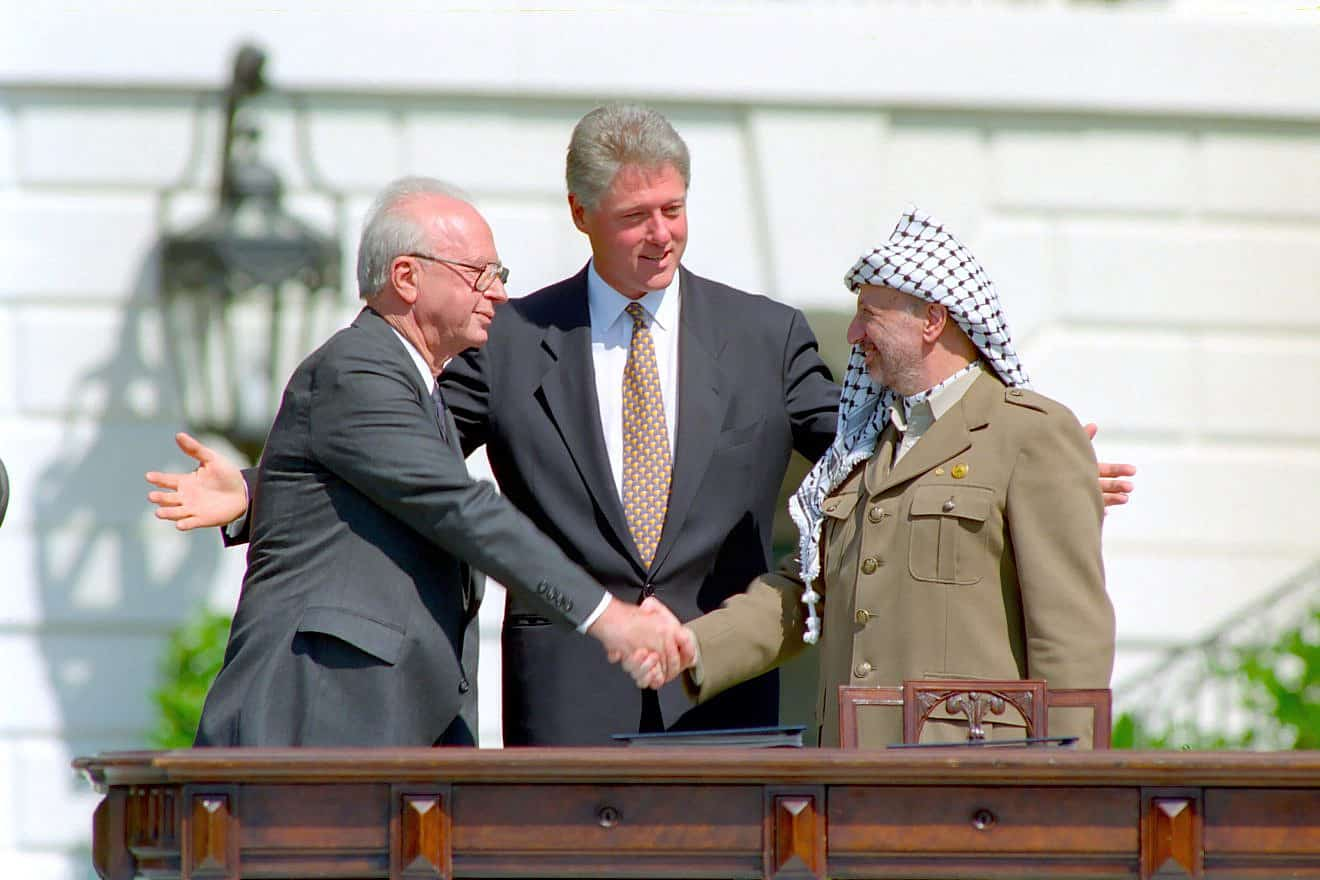
Rabin, Clinton en Arafat in 1993

Op 13 september 1993, tijdens het eerste Akkoord van Oslo, erkenden de staat Israël en de PLO "elkaars legitieme en politieke rechten" en zeiden zij "te streven naar vreedzame co-existentie", "een duurzame, rechtvaardige en alomvattende vredesregeling" en een "historische verzoening na een politiek proces". Daaraan vooraf - op 9 en 10 september - gingen de "Brieven van wederzijdse erkenning". De PLO erkende het recht van de staat Israël om in vrede en veiligheid te bestaan. Ook erkende men de Resolutie 242 Veiligheidsraad Verenigde Naties en Resolutie 338 Veiligheidsraad Verenigde Naties. Israël erkende de PLO als enige en wettige vertegenwoordiger van het Palestijnse volk. Hoewel dat winst was, moet tevens gezegd worden dat nergens sprake was van het erkennen van een Palestijnse staat, het hebben van een recht daarop of een in het vooruitzicht stellen ervan.
Op 28 september 1995 kwam Oslo-II tot stand. De Westelijke Jordaanoever en de Gazastrook werden opgedeeld in A-, B- en C-gebieden. Er kwam een Palestijnse Nationale Autoriteit (PNA of PA) en een Palestijnse Wetgevende Raad. In de A-gebieden had de PNA het civiel en het militair bestuur in handen, in het B-gebied alleen het civiel bestuur en in het C-gebied bleef civiel en militair bestuur in handen van Israël. President van de PNA werd eerst Yasser Arafat en na diens overlijden in 2004 Mahmoud Abbas.
Daarop kreeg de organisatie een zetel toegewezen in de Verenigde Naties als wettelijke vertegenwoordiging van het Palestijnse volk. Israël en de Verenigde Staten hadden dat tot die tijd geblokkeerd.
Een deel van de Palestijnen, onder wie de bekende schrijver Edward Said, en Farouk Kaddoumi, stond negatief tegenover deze akkoorden, als een uitverkoop van Palestijnse rechten. Ook islamistische organisaties als Islamitische Jihad en Hamas waren tegen.
De Europese Unie stond positief tegenover de akkoorden. Men erkende de PLO en werd zelfs de belangrijkste geldschieter van de PNA.

##### Nietigverklaring 1996
In 1996 schreef president Yasser Arafat een brief aan president Bill Clinton naar aanleiding van het probleem m.b.t. artikelen in het Handvest van de Palestijnse Nationale Raad die strijdig waren of leken met de "Brief van Erkenning" (van de staat Israël) die hij in september 1993 namens de PLO had gestuurd aan hem en aan Yitzhak Rabin. Hij noemde nu in de brief van 1996 precies welke artikelen van dat Handvest geheel of gedeeltelijk nietig verklaard waren in een resolutie van een speciale bijeenkomst van de PNR in Gaza dat jaar.

## Organisatie

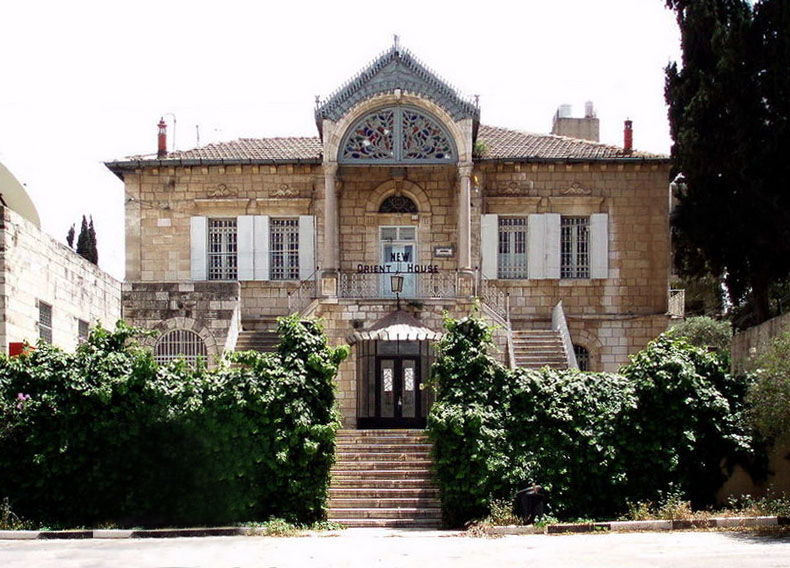
Het voormalige Orient House van de PLO in Oost-Jeruzalem met diplomatieke, economische en sociaal-culturele functies, door Israël definitief gesloten in 2001

### Vestigingsplaats
De beweging had eerst haar hoofdkwartier in Amman, de Jordaanse hoofdstad. In 1970 ontstond er een machtsstrijd tussen de Jordaanse koning Hoessein en het Volksfront voor de Bevrijding van Palestina dat niet accepteerde dat Hoessein via stille diplomatie tot een vergelijk met Israël hoopte te komen over de Westelijke Jordaanoever (exclusief Oost-Jeruzalem). De PLO raakte bij dit conflict betrokken, net als Syrië dat het land binnenviel maar werd teruggedreven. Daarop werden de PLO-aanhangers en Palestijnse vluchtelingen verdreven naar Libanon en werd Beiroet de plek van het hoofdkwartier van de PLO.
Vanuit Libanon pleegde de PLO regelmatig aanslagen in Noord-Israël. Dat gebied werd vervolgens beter afgegrendeld waarna generaal Aoun tijdens de Libanese Burgeroorlog een militaire christelijke republiek (de facto een Israëlisch protectoraat) in Zuid-Libanon stichtte. Toen Israël in 1982 Libanon binnenviel en Beiroet binnentrok, werd de PLO een van de partijen in de Libanese Burgeroorlog. De organisatie werd gedwongen te verhuizen naar de Tunesische hoofdstad Tunis. 
Na de sluiting van de Oslo-akkoorden verplaatste het machtscentrum zich naar de bezette Palestijnse gebieden. In 1993 kon zij haar intrek nemen in Ramallah, de facto de huidige hoofdstad van Palestina. In het Handvest staat Oost-Jeruzalem, waar het voormalige hoofdkwartier "Orient House" staat, genoemd als hoofdstad.

### Bestuur
De structuur van de PLO is geregeld in de "Fundamental Law". Deze bepaalt dat de leden van de Palestijnse Nationale Raad direct door het Palestijnse volk worden gekozen volgens regels die zijn opgesteld door het Uitvoerend Comité.
De PLO kent aldus de volgende lichamen:
De Palestijnse Nationale Raad (Palestinian National Council of PNC)
Een soort parlement van 740 leden die alle sectoren van de wereldwijde Palestijnse gemeenschap zou moeten vertegenwoordigen. Het is de hoogste autoriteit binnen de PLO. In theorie worden de leden van de PNC direct gekozen door het Palestijnse volk, maar in de praktijk worden zij benoemd door het Uitvoerend Comité (voor zover er überhaupt benoemingen plaatsvinden).
De Palestijnse Centrale Raad (Palestinian Central Council, PCC of CC)
Met 124 leden, door de PNC gekozen. Dit is een kleinere vertegenwoordiging van de PNC, uit nood geboren omdat het onmogelijk bleek om de PNC regelmatig bij elkaar te krijgen om zelf beslissingen te nemen, met name door de Israëlische bezetting. De PCC werd in 1973 ingesteld door de PNC en geldt als het op een na hoogste gezag binnen de PLO. Het is een intermediair tussen PNC en het Uitvoerend Comité en neemt de beslissingen als de PNC niet in sessie is (wat in feite permanent het geval is).
Het Uitvoerend Comité (Executive Committee of EC)
Een orgaan van 18 leden, in theorie gekozen door de PNC. Zij kiest de voorzitter van de PLO, de facto de president van Palestina oftewel Mahmoud Abbas. De EC is eigenlijk de internationale regering in ballingschap van het Palestijnse volk en de vertegenwoordiging op het internationale toneel. Die regering zou moeten worden samengesteld door de CC, namens de PNC.
Omdat de hiërarchie, inclusief de PNC en de PLC, totaal niet functioneert, is er nu slechts beperkte zelfregering die alleen bevoegdheden heeft in de Bezette gebieden en ligt alle feitelijke macht bij president Abbas en de door hem benoemde regering van de Palestijnse Autoriteit.

#### Partijen en macht binnen de organisatie
De Palestijnse Bevrijdingsorganisatie (meestal bekend onder haar Engelstalige naam Palestine Liberation Organisation, afgekort PLO) heeft diverse facties. De PLO omvat de belangrijkste partij Fatah, het Democratisch Front voor de Bevrijding van Palestina (DFLP), het Palestine Liberation Front (PLF), het Arab Liberation Front (ALF), het Popular Struggle Front (PSF) en enkele kleinere groeperingen.
Het Popular Front for the Liberation of Palestine (PFLP) stapte in 1974 uit de PLO, evenals de Popular Front for the Liberation of Palestine - General Command (PFLP-GC).
NB Hamas en Islamitische Jihad maken er geen deel van uit.
De PLO is gedeeltelijk voortgekomen uit oud-strijders van de Arabisch-Israëlische Oorlog van 1948 die volgde op Resolutie 181 van de Verenigde Naties van november 1947 inzake de verdeling van het Brits Mandaatgebied Palestina in een Arabische en een Joodse staat en een internationale status voor Jeruzalem.
Yasser Arafat was van 1969 tot zijn overlijden op 11 november 2004, de leider van de PLO. Hij was medeoprichter van de panarabische beweging Fatah, opgericht in 1959 in Koeweit. Radicalere Palestijnen stichtten bewegingen als het marxistische Volksfront voor de Bevrijding van Palestina (1967), en Zwarte September (1970-1973). Deze werden alle lid van de gematigdere koepelorganisatie PLO. De Al-Aqsa Martelarenbrigade, opgericht in 2000 tijdens de Tweede Intifada, was de militaire tak van Fatah.
In 1987 werd de Palestijnse islamistische verzetsbeweging, en later ook politieke partij Hamas opgericht. Deze maakt geen deel uit van de PLO en is een belangrijke concurrent geworden van seculiere, bij de PLO aangesloten organisaties zoals Fatah, die in principe ook openstaan voor Palestijnse christenen en anderen.

#### Mahmoud Abbas
Abbas volgde Arafat na diens dood in 2004 op als president van de PA, als voorzitter van de PLO en als leider van Fatah. Eigenlijk is de PLO – als enige orgaan dat het gehele Palestijnse volk vertegenwoordigt – het belangrijkst. Zij heeft, als onderdeel van de Oslo-akkoorden, samen met Israël de Palestijnse Autoriteit opgericht (de PA ontstond door het Gaza-Jericho-akkoord van 1994).
Abbas heeft feitelijk alle macht naar zich toe getrokken en het parlement, de Palestijnse Wetgevende Raad buiten spel gezet. Hij regeert bij presidentieel decreet. Toen Hamas in 2006 de Palestijnse verkiezingen en daarmee de macht in de PA won, heeft Abbas met hulp van Israël, de VS en de rest van de internationale gemeenschap de PLO gereactiveerd om zijn eigen macht te versterken. Gaza en de daar gevestigde Hamas-regering werden van de buitenwereld geïsoleerd door een Israëlisch-Egyptische militaire blokkade en een internationale economische blokkade. Abbas trok daarna weer geheel aan de touwtjes, buiten het Palestijnse parlement en buiten de Hamas-regering om. Van daaruit lukte het hem in 2012 om Palestina geaccepteerd te krijgen als waarnemerstaat bij de VN, zoals vastgelegd in Resolutie 67/19. 
Toen de Amerikaanse president Trump verklaarde dat voor de VS Jeruzalem voortaan officieel de hoofdstad van Israël was en hij tevens de Amerikaanse hulp aan de Palestijnen kortte, was het de PLO die reageerde en niet de Palestijnse Autoriteit. Er zijn sinds 2006 geen verkiezingen meer gehouden. Dat ligt naast Abbas aan verschillende factoren, onder andere de bezettende macht Israël en de rivaliteit tussen Fatah en Hamas. Daarmee blijft de PLO zwak en blijft het de PA aan soevereiniteit mankeren.
De Palestijn-in-de-straat haalt zijn/haar schouders erover op. Hij vindt dat Abbas meer de belangen van bezetter Israël dient dan die van het volk. De jeugd neemt nog meer afstand.